# Bruguières
Bruguières – miejscowość i gmina we Francji, w regionie Oksytania, w departamencie Górna Garonna.

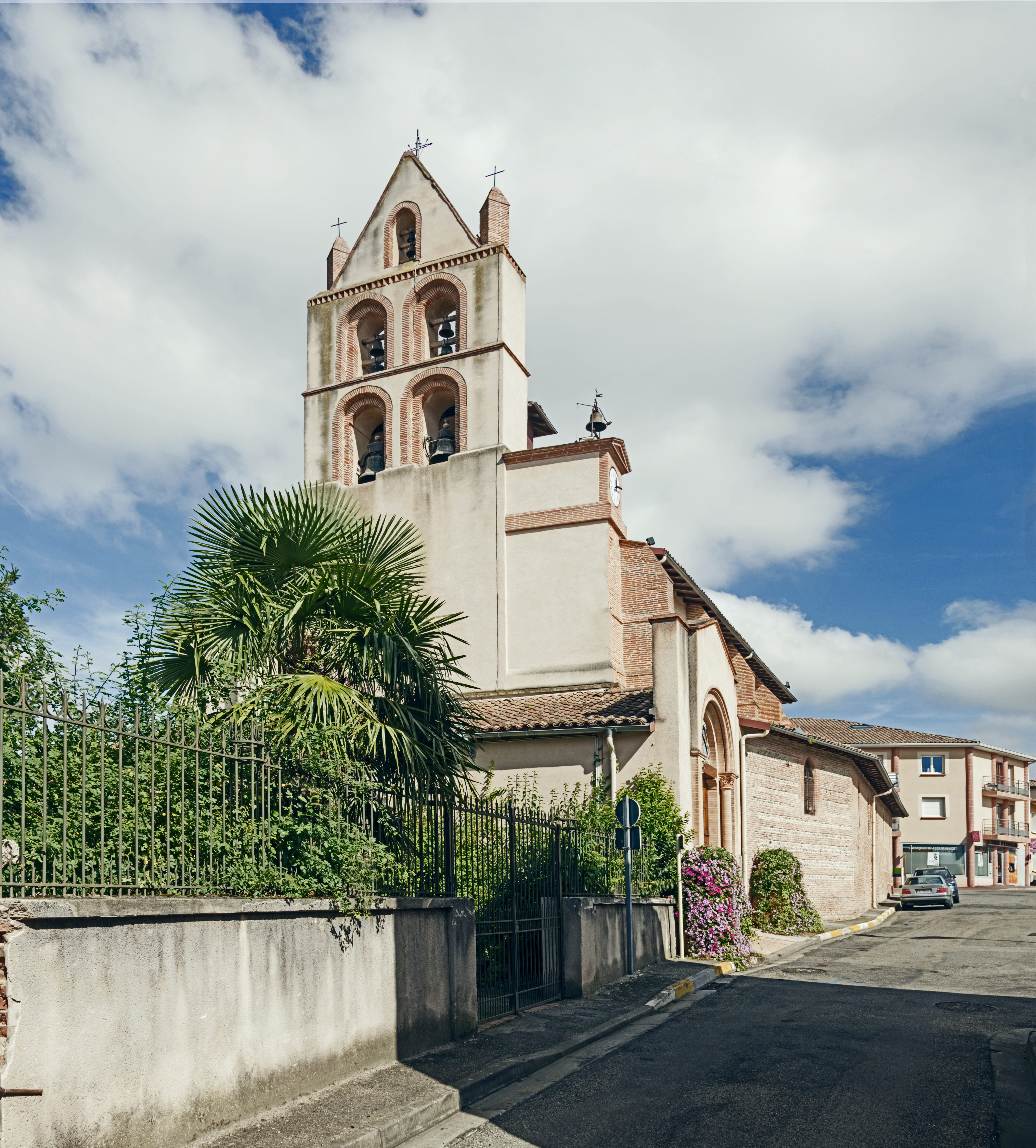
Église Saint-Martin
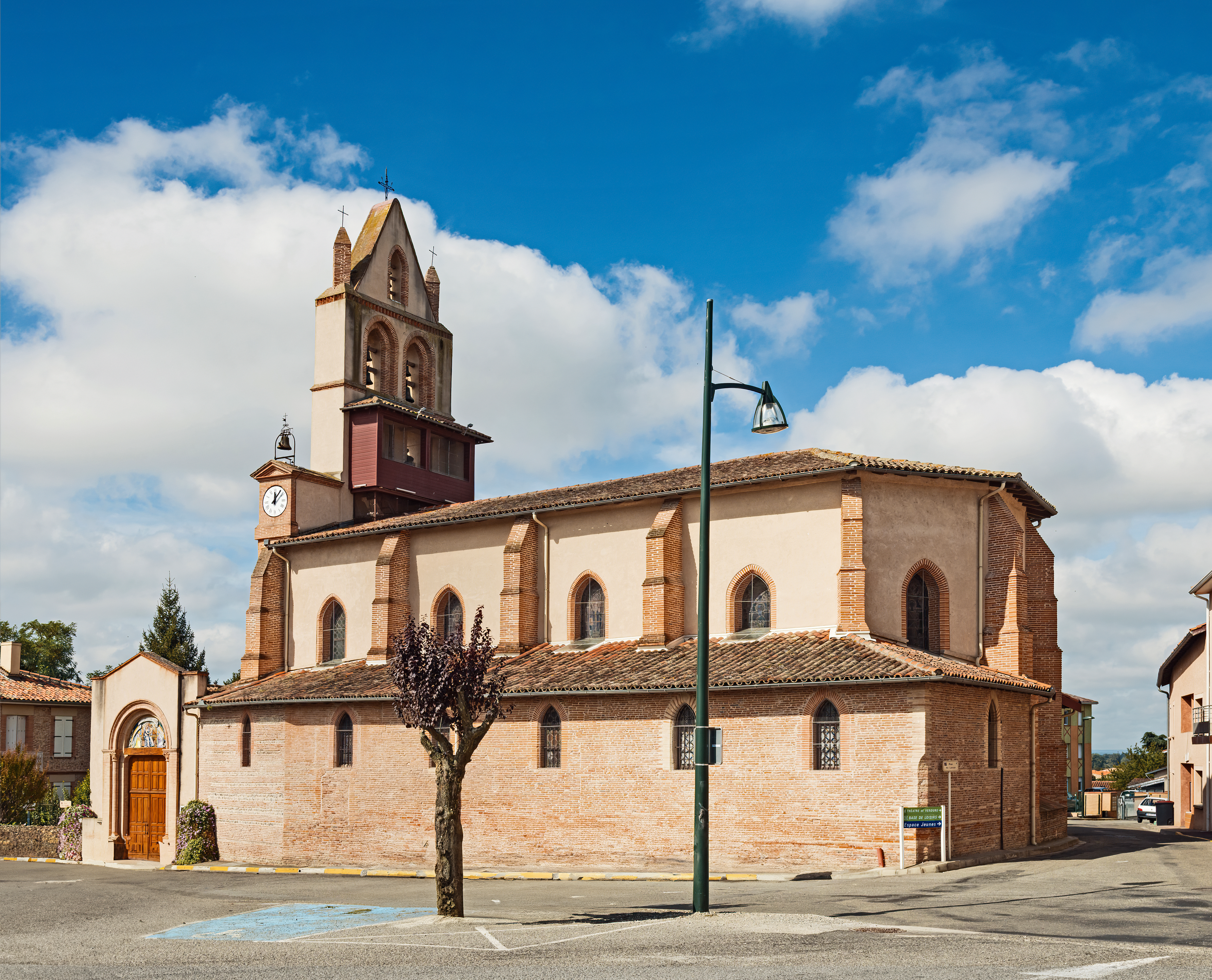
Église Saint-Martin

Według danych na rok 1990 gminę zamieszkiwało 3056 osób, a gęstość zaludnienia wynosiła 338 osób/km² (wśród 3020 gmin regionu Midi-Pireneje Bruguières plasuje się na 113. miejscu pod względem liczby ludności, natomiast pod względem powierzchni na miejscu 1163.).